# Samtgemeinde Kirchdorf
Die Samtgemeinde Kirchdorf ist ein Kommunalverband im Landkreis Diepholz in Niedersachsen.

## Geografie

### Geografische Lage
Die Samtgemeinde Kirchdorf liegt im Flachland westlich der Weser in Niedersachsen auf 36 m ü. NN, etwa im Dreieck von Hannover, Bremen und Osnabrück.
Durch die Samtgemeinde fließt die Große Aue, ein linker Nebenfluss der Weser. Ein großer Teil des Gebiets der Samtgemeinde wird von mehreren Hochmooren eingenommen. In der Gemeinde Kirchdorf befindet sich eine große zusammenhängende Heidefläche, die Kirchdorfer Heide.

### Samtgemeindegliederung
Die Samtgemeinde Kirchdorf umfasst die Mitgliedsgemeinden
- Bahrenborstel mit Holzhausen, Hakenmoor, Göthen und Hespeloh,
- Barenburg mit Munterburg und Paschenburg,
- Freistatt mit Sprekelshorst, Heimstatt und Deckertau,
- Kirchdorf mit Kuppendorf, Heerde, Brunsberg und Scharringhausen,
- Varrel mit Bensebülten, Brümmerloh, Dörrieloh, Neubauern, Renzel und Schäkeln; und
- Wehrbleck mit Buchhorst, Strange, Nordholz und Nutteln.

### Nachbargemeinden
Nachbargemeinden sind – von Norden aus im Uhrzeigersinn: Sulingen, Steyerberg, Uchte, Wagenfeld, Samtgemeinde Rehden und Samtgemeinde Barnstorf.

## Geschichte
1974 wurde die Samtgemeinde Kirchdorf im Rahmen der Gebietsreform gegründet. Die Orte Kuppendorf und Scharringhausen gehören seitdem zur Gemeinde Kirchdorf. Holzhausen ist mit Bahrenborstel zu einer Gemeinde zusammengefasst worden und Dörrieloh ist seit der Samtgemeindegründung ein Ortsteil von Varrel. Zusammen mit Kirchdorf und Bahrenborstel bilden die Gemeinden Barenburg, Freistatt, Varrel und Wehrbleck die Samtgemeinde Kirchdorf.

## Politik

### Samtgemeinderat
Der Samtgemeinderat setzt sich aus 20 Ratsfrauen und Ratsherren zusammen. Dies ist die festgelegte Anzahl für eine Samtgemeinde mit einer Einwohnerzahl zwischen 7.001 und 8.000 Einwohnern. Die Ratsmitglieder werden durch eine Kommunalwahl für jeweils fünf Jahre gewählt. Neben den 20 in der Samtgemeindewahl gewählten Mitgliedern ist außerdem der amtierende Samtgemeindebürgermeister im Rat stimmberechtigt.
Aus dem Ergebnis der Kommunalwahl 2021 ergab sich folgende Sitzverteilung:
- CDU 8 Sitze
- SPD 5 Sitze
- FDP/WGS 6 Sitze
- Die Basis 1 Sitz

(Stand: Kommunalwahl am 12. September 2021)

### Samtgemeindebürgermeister
Bürgermeister der Samtgemeinde Kirchdorf ist Heinrich Kammacher (parteilos). Bei der letzten Bürgermeisterwahl 2019 wurde er ohne Gegenkandidaten mit 87,65 Prozent der Stimmen gewählt. Die Wahlbeteiligung lag bei 58,26 Prozent.

### Wappen
Wappenbeschreibung
„In Blau ein silberner Pfahl, belegt mit einer schwarzen, rot bewehrten Bärentatze, begleitet rechts und links von je drei goldenen Pflugscharen; in Schildfußhöhe ein goldenes Wellenband, das im Pfahl blau ist.“
Wappenbegründung
Die sechs in der Samtgemeinde Kirchdorf zusammengeschlossenen Gemeinden werden durch sechs Pflugschare symbolisiert. Zugleich wird damit auf die für das Gebiet wichtige Landwirtschaft verwiesen. Auf den Fluss, die Aue, wird mit dem Wellenfaden verwiesen. Weil in der Geschichte dieses Gebietes das Geschlecht der Herren von Hoya eine bedeutende Rolle spielte, wird mit der Bärentatze aus deren Wappen an diese Zusammenhänge erinnert.

### Gemeindepartnerschaften
Eine kurze Begegnung eines Barenburgers mit Vertretern der französischen Gemeinde Bessé-sur-Braye im Sommer 1984 war der Beginn einer mittlerweile langjährigen Freundschaft zwischen der Samtgemeinde Kirchdorf und den Gemeinden Bessé-sur-Braye, Saint-Calais, Cogners, La Chapelle-Huon und Sainte-Cérotte (alle im Kanton Saint-Calais und im Département Sarthe).

## Kultur und Sehenswürdigkeiten
Die Samtgemeinde Kirchdorf hat in künstlerischer und kultureller Hinsicht einiges zu bieten. Neben Ausstellungen, Lesungen oder Konzerten finden auch kulturelle Veranstaltungen von den hiesigen Traditionsvereinen statt.
Alle zwei Jahre findet die Heide- und Moormalerei seit dem Jahr 2000 in der Heide und den Mooren der Samtgemeinde Kirchdorf statt. Kunstschaffende kommen zusammen, um das Atelier mit der freien Natur zu tauschen.
Außerdem hat sich das KunstKulturForum Kirchdorf das Ziel gesetzt, Kunst und Kultur im Heimatbereich zu fördern. Das Forum besteht aus einer Gruppe von kunstinteressierten Bürgern aus Kirchdorf.

### Archiv der Samtgemeinde Kirchdorf
Das Archiv verwaltet eine Vielzahl von Dokumenten aus den Beständen der selbstständigen Gemeinden vor der Gebietsreform 1974. Neben Zeitzeugnissen, die für die Geschichte der Samtgemeinde Kirchdorf wichtig sind, befinden sich noch eine Vielzahl von überlassenen Materialien, verfassten Chroniken, Zeitschriften und sonstigen Büchern im Archiv.

### Gedächtnisstätte Moorhort in Freistatt
Im Frühjahr 2015 wurde im Freistätter Haus Moorhort eine Ausstellung zur damaligen Fürsorgeerziehung eröffnet. Erarbeitet wurden verschiedenste Schautafeln, die in der Kulisse des Films „Freistatt“ gezeigt werden. Der historische Ort, die Dokumente aus den Akten, die Fotos und Interviewauszüge sollen dazu anregen, sich den Rahmenbedingungen der Heimerziehung und dem leidvollen Alltag der „Fürsorgezöglinge“ zu nähern. Zudem kann der Blick auf das Unrecht in der Vergangenheit dazu beitragen, Lehren für gegenwärtiges Handeln zu ziehen.

### Speicher und Webstube in Barenburg
Die Pflege von Kultur und Tradition hat in Barenburg einen besonderen Ort. Den Fachwerkspeicher: Haus der Begegnung für Ausstellungen und regionaltypische Veranstaltungen. Brauchtum und altes Handwerk wie Weben, Spinnen, Flachsverarbeitung, Torfstechen und Schafscheren werden an den sogenannten „Speichersonntagen“ thematisiert.
Die Webstube befindet sich im „alten Spritzenhaus“ aus dem Jahre 1938. Dieses wurde bereits vielfältig genutzt: Feuerwehrhaus, „Friseurstube“ von Robert Droth im Obergeschoss, Gefängnis von Barenburg im Untergeschoss, seit 1995 Webstube des Verschönerungs- und Heimatvereins Barenburg.

### Kirchdorfer Heide mit Franzosenstein

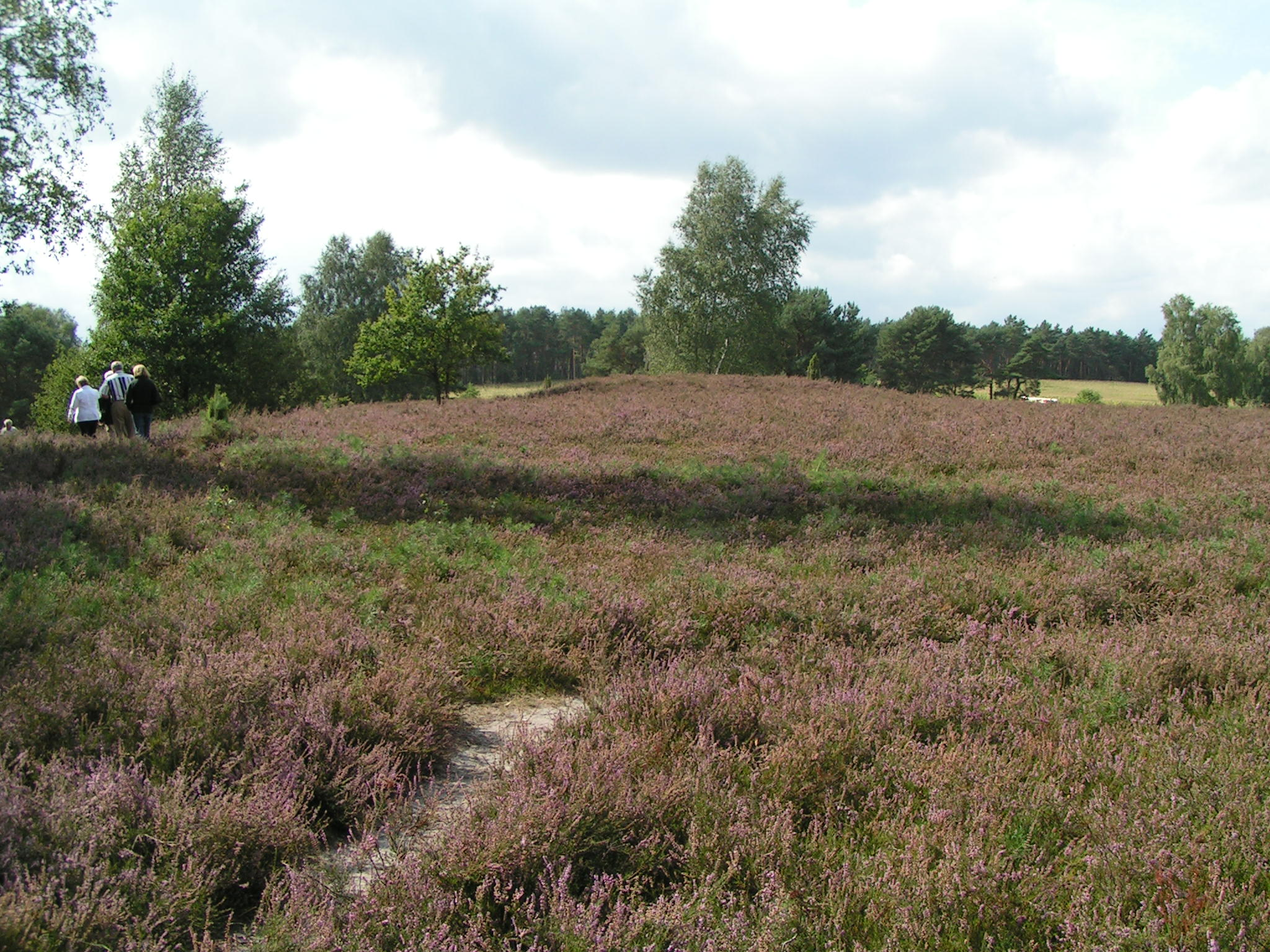
Kirchdorfer Heide

Die Kirchdorfer Heide, eine der größten zusammenhängenden Heideflächen Niedersachsens. Dort befindet sich auch der „Franzosenstein“, die ein Meter hohe Sandsteinsäule auf der höchsten Stelle, dem Knickberg (86 m NN), in der Gemeinde Kirchdorf.

### Heimatmuseum und Dorfgemeinschaftshaus in Kirchdorf
Im Dachgeschoss des Haupthauses des ehemaligen Hofes „Ihloge“, der 1380 erstmals urkundlich erwähnt wurde und vermutlich eine Keimzelle der Dorfgemeinschaft „Kaddörp“ war, befindet sich das Kirchdorfer Heimatmuseum. Fast alle Exponate stammen aus Kirchdorf, und da jeder Gegenstand seine eigene Vergangenheit hat, ist die „Heimatstube“ für die Kirchdorfer ein Ort ihrer eigenen Geschichte geworden. Die einzelnen Abteilungen erzählen von Handel und Handwerk, vom Buttern, Backen, Waschen und Schlachten, von Kindheit und Jugend, von Freud und Leid, Schule und Konfirmation, Imkerei und Torfstechen, vom Spinnen, Weben und von der Militärzeit.

### Küsterhaus in Varrel
Die Gründung des Vereins Kultur im Küsterhaus e. V. geht auf die Initiative engagierter Varreler Bürger zurück, die das alte Küsterhaus 1989 vor dem Abriss retteten und von Grund auf sanierten und restaurierten. Das Küsterhaus in Varrel wurde in den Jahren 1831 bis 1833 erbaut und beherbergte bis 1982 die Grundschule Varrel. Zusammen mit der St. Marien-Kirche befindet sich das Küsterhaus im Ortskern des Dorfes. Im Oktober 1991 wurde es durch den Verein eröffnet und wird seitdem für kulturelle Veranstaltungen genutzt.

### Malermuseum in Wehrbleck
Im September 2005 wurde in Wehrbleck ein in Niedersachsen einmaliges Malermuseum eröffnet. Die Idee zum Malermuseum kam dem Initiator, Malermeister Wilhelm Köster, beim 50-jährigen Betriebsjubiläum des Malerbetriebes Freistatt, wo er einige Exponate aus dem eigenen Bestand des elterlichen Malerbetriebes ausstellte. Auf rund 120 m² Fläche kann sich der Besucher ein Bild über die Geschichte des Malerhandwerkes machen. In einer nachgebauten alten Malerwerkstatt mit etlichen Malerutensilien wie z. B. Pinsel, Schablonen, Farbmühlen und Dokumenten wie Lohn- und Geschäftsbücher informiert sie Wilhelm Köster gerne über die lebhafte Malergeschichte.

### Straße des Handwerks in Wehrbleck
Bei der „Straße des Handwerks“ handelt es sich um eine 800 Meter lange Birkenallee in Wehrbleck, gesäumt von beleuchteten Stelen, die dreizehn verschiedene Innungen präsentieren. Sie ist rund um die Uhr zugänglich.

## Öffentliche Einrichtungen

### Kindertagesbetreuung
Für Kleinkinder bietet die Samtgemeinde Kirchdorf in drei Kindertagesstätten (Barenburg, Wehrbleck und Scharringhausen mit einer Außenstelle in Bahrenborstel) eine Ganztagsbetreuung an. Darüber hinaus stehen zwei Krippen (Barenburg und Scharringhausen) mit Ganztagsbetreuung für Kinder unter drei Jahren zur Verfügung. Außerdem bieten Tagesmütter eine Betreuung für Kinder an.

### Bildung
Im Samtgemeindegebiet befindet sich eine Grundschule in Kirchdorf, eine Oberschule in Varrel und der Schulverbund Bethel im Norden in Freistatt. Weiterführende Schulen außerhalb des Samtgemeindegebietes gibt es wie folgt im Landkreis Diepholz: 7 Gymnasien, 4 berufsbildende und 5 Förderschulen.

### Soziale Einrichtungen
- Deutsches Rotes Kreuz, Ortsvereine Bahrenborstel, Barenburg, Kirchdorf, Scharringhausen und Varrel
- DRK Ambulante Pflege Kirchdorf
- Altenhilfezentrum Heimstatt
- Pflegezentrum Kirchdorfer Heide
- Tagespflege in Varrel und Wehrbleck
- Besuchsdienst der ev.-luth. St. Marien-Kirche Varrel
- Betreutes Wohnen des DRK in Kirchdorf

### Gesundheitswesen
Auch rund um das Thema Gesundheit und dazugehörige Dienstleistungen ist die Samtgemeinde Kirchdorf gut aufgestellt. Fünf Ärzte, eine Zahnärztin, vier Tierärzte praktizieren in der Samtgemeinde. Des Weiteren gibt es noch eine Hebamme, eine Apotheke, ein Gesundheitszentrum und andere Gesundheitsdienstleistungen.

### Kirchen

#### Heilig-Kreuz-Kirche in Barenburg
Die kleine Dorfkirche stammt aus der Mitte des 15. Jahrhunderts. Sie wurde auf den Mauern einer Kapelle errichtet, die um 1200 der Graf von Hoya über einer heilkräftigen Quelle bauen ließ. Die mittelalterlichen Deckenmalereien in ihrer figürlichen Vielfalt und der reichen Ornamentik schaffen eine eigene Atmosphäre. Zusammen mit dem barocken Altaraufsatz, der reichverzierten Renaissance-Kanzel und dem alten gotischen Taufstein geben sie eine lebendige und dabei sehr harmonische Raumgestaltung.

#### Moorkirche in Freistatt
Die heutige Moorkirche, die sich zwischen dem Friedhof und dem Pfarrhaus befindet, unterscheidet sich deutlich von der alten Kirche. Dieses Gotteshaus war als ein „Zelt der Begegnung“ geplant und wurde von Anfang an so verstanden. Waren bei der alten Kirche parallele Bankreihen durch die ganze Länge des Schiffs zur Stirnwand hin ausgerichtet, so ist nun durch die angedeutet konzentrische Anlage ein stärkerer kommunikativer Zug spürbar, der seinerseits in Spannung steht zu der möglichen Weitung des Raumes.

#### St. Nikolai-Kirche in Kirchdorf
Die St. Nikolai-Kirche in Kirchdorf ist Mittelpunkt eines Kirchspiels mit sechs Dörfern: Bahrenborstel, Holzhausen, Kirchdorf, Kuppendorf, Scharringhausen und Woltringhausen (mit Buchholz und Ohlensehlen). Sie wurde erbaut in den Jahren 1831 bis 1833 durch Konsistorialbaumeister Hellner. Auf dem Grundriss eines Kreuzes hat er eine klassizistische Kirche errichtet, deren Nüchternheit und Schlichtheit hinweist auf die Mitte des evangelischen Glaubens: Das Wort Gottes. Die Kanzel ist der einzige Einrichtungsgegenstand, der Verzierungen aufweist.

#### St. Marien-Kirche in Varrel
Es handelt sich um die dritte Kirche in Varrel, die 1870/71 vom damaligen Baumeister Hase im neugotischen Stil entworfen und gebaut wurde. Nachdem die zweite Kirche 1869 abgebrannt war, sind fast alle Ausstattungsgegenstände aus der Bauzeit der Kirche und dem damaligen Kunstempfinden entsprechend gestaltet. Alt ist in der Kirche der Taufstein, der vermutlich von den Grafen von Hoya gestiftet wurde, deren Geschlecht 1582 ausstarb. Ihr Wappen ist am oberen Rand noch schwach zu erkennen. Der Sockel wurde neu angefertigt, als der Taufstein, der zwischenzeitlich auf einem benachbarten Hof stand, 1959 wieder in die Kirche kam.

### Gemeindebücherei Kirchdorf
Die Bücherei ist jedermann zugänglich und die Ausleihe ist kostenfrei. Betreut wird die Bücherei von vielen ehrenamtlichen Mitarbeiterinnen, die sich um die Bestandspflege und die Ausleihe kümmern.

### Sport
In der Samtgemeinde Kirchdorf gibt es umfangreiche und vielfältige Möglichkeiten die Freizeit aktiv zu gestalten.

#### Anlagen
- Sportplätze in Bahrenborstel, Barenburg, Kirchdorf, Kuppendorf, Scharringhausen, Varrel und Wehrbleck
- Turnhallen in Bahrenborstel, Barenburg, Kirchdorf, Varrel und Wehrbleck
- Tennisplätze in Bahrenborstel, Barenburg, Kirchdorf und Varrel
- Eine Reitsportgemeinschaft in Kirchdorf
- Schützenvereine und Schießstände in Bahrenborstel, Barenburg, Dörrieloh, Heerde, Holzhausen, Kirchdorf, Kuppendorf, Scharringhausen, Strange, Varrel und Wehrbleck
- Kegelbahnen in Barenburg und Kirchdorf
- Minigolfanlagen in Freistatt und Kirchdorf
- Ein Freibad mit Riesenrutsche in Barenburg und ein Naturfreibad in Kirchdorf
- Angelsportmöglichkeiten in Barenburg, Kirchdorf und Varrel
- Ein Sport- und Gesundheitszentrum in Kirchdorf
- Zusätzlich bieten sowohl die Volkshochschule des Landkreises Diepholz als auch die hiesigen Sportvereine in der Samtgemeinde Kirchdorf diverse Fitness- und Gesundheitskurse an.

## Wirtschaft und Infrastruktur
Die Beschäftigten entfallen zu 46 % auf Dienstleistungen, zu 37 % auf Produktion (acht größere Unternehmen). Im Landkreis liegt das Bruttoinlandsprodukt bei 20.000 Euro pro Einwohner (77 % des deutschen Durchschnitts), die Gewerbesteuer aber bei 160 Prozent. Das Verhältnis Ein- zu Auspendler beträgt 1260 zu 1920.

### Verkehr
Verkehrsanbindungen: Im Städtedreieck Hannover, Bremen und Osnabrück gelegen, erweisen sich dabei die Bundesstraße 61 (B61 – Bremen – Minden) und die Bundesstraße 214 (B214 – Nienburg – Diepholz) als ideale Verkehrsanbindungen.
Autobahnanschluss A1 Bremen (Dreieck Stuhr): ca. 50 km, Autobahnanschluss A1 Holdorf: ca. 60 km, Autobahnanschluss A2 Hannover (Herrenhausen): ca. 84 km, Autobahnanschluss A2 / A30 Bad Oeynhausen: ca. 60 km.
Das Anruf-Sammeltaxi (kurz AST) ergänzt den öffentlichen Personennahverkehr in der Samtgemeinde Kirchdorf und schließt damit eine Lücke im Liniennetz. Es ergänzt damit die Landesbuslinie 137 (Diepholz – Freistatt – Wehrbleck – Varrel – Sulingen) sowie 133 (Rahden – Wagenfeld – Bahrenborstel – Kirchdorf – Barenburg – Sulingen) und die leistungsverbesserte Buslinie 127 (Bahrenborstel – Kirchdorf – Sulingen / Kirchdorf – Barenburg – Varrel – Freistatt).

## Persönlichkeiten
- Walter Link (1937–2010), Politiker (CDU)